# 面粉厂遗址
面粉厂遗址位于中国青海省刚察县面粉厂院内，为青海省市县级文物保护单位，公布日期为1987年7月10日，类型为古遗址。
面粉厂遗址的历史年代为卡约文化。